# Андроид (фильм, 1982)
«Андроид» (англ. Android) — американский фантастический фильм 1982 года с участием Клауса Кински.

## Сюжет
Доктор Дэниел и его помощник-андроид Макс-404 живут на космической станции, где они проводят незаконные исследования. Но однажды их посещают три преступника. Среди них одна женщина.

## В ролях
- Клаус Кински
- Дон Кит Оппер
- Бри Хауард
- Норберт Вайссер
- Кендра Керчнер
- Крофтон Хардестер
- Рейчел Талалэй

## Отзывы
Сергей Кудрявцев в своей книге «3500 кинорецензий» так отзывается о фильме:

«Лента малобюджетная, более того — снятая всего лишь за 20 дней, причём на задворках декораций, которые были построены для более дорогостоящей картины „Битва за пределами звёзд“ (1980), оказавшейся, в свою очередь, вторичной по отношению к целому ряду фантастических киноработ. Чего уж говорить об „Андроиде“, который кажется по многим параметрам любительским фильмом?! Даже замечательный западногерманский актёр Клаус Кински, сыгравший доктора Дэниела, воспринимается только как элемент интерьера».